# Ali Aaltonen
Ali Aaltonen, född 1884, död 1918, var chef för röda gardets generalstab i Helsingfors under finska inbördeskriget. Han hade tjänstgjort som löjtnant i den tsarryska armén. 

## Tidiga år
Aaltonen föddes i en fattig jordbruksarbetarfamilj i Jämsä. År 1897 gick Aaltonen i en gymnasieskola i Jyväskylä på bekostnad av sin kvinnliga folkskollärare. Aaltonen hoppade av gymnasiet 1903 och gick med i den ryska armén. Åren 1904–1905 tjänstgjorde han som löjtnant i rysk-japanska kriget och anslöt sig senare till de socialistiska grupperna i ryska revolutionen 1905. När revolutionen misslyckades fängslades Aaltonen i Moskva och uteslöts från armén. Efter frigivningen återvände Aaltonen till Finland och arbetade för arbetarpressen i Åbo, Viborg och Kotka. Utöver tidningsartiklarna skrev han dikter och noveller, men de gavs aldrig ut som bok. Ibland skrev Aaltonen under pseudonymen Ali Baba. Han arbetade även som partitjänsteman för Socialdemokraterna.

## I det finska inbördeskriget
I oktober 1917 var Aaltonen i Helsingfors och organiserade Arbetarordensgardet, som snart blev rödgardet. Efter generalstrejken i november valdes han till överbefälhavare för ordensgardet eftersom Adolf Taimi vägrade. Detta berodde främst på hans militära erfarenhet i Ryssland. I början av januari 1918 reste Aaltonen till Sankt Petersburg för att köpa vapen åt Röda gardet. Aaltonen började dock dricka och de finska röda hade ingen aning om var han befann sig. Den 13 januari beslutade röda gardets generalstab att fylla hans tomma kontor så snart som möjligt. Trots sitt kraftiga drickande i Sankt Petersburg lyckades Aaltonen köpa en stor last med vapen och ammunition av bolsjevikerna. Slutligen, den 28 januari, ersattes Aaltonen av Eero Haapalainen. Finska inbördeskriget hade börjat en dag tidigare.
Aaltonen flyttades sedan till generalstaben. Tillsammans med den ryske översten Michail Svetjnikov utarbetade han en militär operationsplan för Röda gardet. Den var planerad till den 30 januari, och den stora offensiven inleddes tio dagar senare. Aaltonen sändes till Tammerfors, där han tjänstgjorde i Tavastlands fronts stab, under ledning av Svetjnikov, Hugo Salmela och Verner Lehtimäki. I början av mars utarbetade Aaltonen och Svetjnikov ytterligare en operationsplan för en röd offensiv. Sedan Tavastlandsfronten hade kollapsat i norr lämnade han staden den sista dagen av slaget om Tammerfors. Natten mellan den 5 och 6 april ledde Aaltonen en enhet röda som lyckades bryta igenom fiendens belägring och flydde över isen på sjön Näsijärvi.
Efter några sammandrabbningar i Tammerfors omgivningar anslöt sig Aaltonen och hans män till en flyktingkolonn med tiotusentals röda som var på väg österut. I slutet av april stängdes deras väg av de tyska trupperna i byn Nastola nära Lahtis. Aaltonen tillfångatogs senare vid Villähde järnvägsstation i Nastola, och fördes till Hennela fångläger i Hennala, där han arkebuserades personligen av Hans Kalm, en estnisk officer som tjänstgjorde i den vita armén.